# Grand Prix SAR La Princesse Lalla Meryem 2016
Grand Prix SAR La Princesse Lalla Meryem 2016 — жіночий професійний тенісний турнір, що проходив на кортах з ґрунтовим покриттям. Це був 16-й за ліком турнір. Належав до серії International у рамках Туру WTA 2016. Відбувся в Рабаті (Марокко). Тривав з 25 до 30 квітня 2016 року.

## Розподіл очок
| Дисципліна       | П   | Ф   | ПФ  | ЧФ | 1/8 | 1/16 | Q   | Q3  | Q2  | Q1  |
| Одиночний розряд | 280 | 180 | 110 | 60 | 30  | 1    | 18  | 14  | 10  | 1   |
| Парний розряд    | 280 | 180 | 110 | 60 | 1   | Н/Д  | Н/Д | Н/Д | Н/Д | Н/Д |

## Учасниці основної сітки в одиночному розряді

### Сіяні
| Країна     | Гравчиня               | Рейтинг1 | Сіяна |
| ---------- | ---------------------- | -------- | ----- |
| Швейцарія  | Тімеа Бачинскі         | 16       | 1     |
| Росія      | Катерина Макарова      | 29       | 2     |
| Словаччина | Анна Кароліна Шмідлова | 34       | 3     |
| Румунія    | Ірина-Камелія Бегу     | 35       | 4     |
| Угорщина   | Тімеа Бабош            | 40       | 5     |
| Німеччина  | Анніка Бек             | 41       | 6     |
| Україна    | Леся Цуренко           | 43       | 7     |
| Казахстан  | Юлія Путінцева         | 53       | 8     |

- 1 Рейтинг подано станом на 18 квітня 2016

### Інші учасниці
Нижче наведено учасниць, які отримали вайлдкард на участь в основній сітці:
- Гіта Бенхаді
- Анна Блінкова
- Унс Джабір

Такі тенісистки потрапили в основну сітку як qualifiers:
- Марина Еракович
- Кая Канепі
- Александра Крунич
- Сільвія Солер Еспіноза

Учасниці, що потрапили до основної сітки як особливий виняток:
- Катерина Козлова

Гравчиня, що потрапила в основну сітку завдяки захищеному рейтингові:
- Лора Робсон

Такі тенісистки потрапили в основну сітку як Щасливі лузери:
- Рішель Гогеркамп
- Анастасія Родіонова
- Сара Соррібес Тормо

### Знялись з турніру
До початку турніру
- Катерина Бондаренко → її замінила  Андрея Міту
- Чагла Бююкакчай → її замінила  Анастасія Родіонова
- Місакі Дой → її замінила  Алісон Ріск
- Ірина Фалконі → її замінила  Анастасія Севастова
- Нао Хібіно → її замінила  Кікі Бертенс
- Бояна Йовановські → її замінила  Александра Дулгеру
- Карін Кнапп → її замінила  Рішель Гогеркамп
- Джоанна Конта → її замінила  Татьяна Марія
- Лаура Зігемунд → її замінила  Сара Соррібес Тормо
- Олена Весніна → її замінила  Донна Векич

### Завершили кар'єру
- Леся Цуренко

## Учасниці основної сітки в парному розряді

### Сіяні
| Країна    | Гравчиня            | Країна    | Гравчиня                 | Рейтинг1 | Сіяна |
| --------- | ------------------- | --------- | ------------------------ | -------- | ----- |
| Німеччина | Татьяна Марія       | Румунія   | Ралука Олару             | 110      | 1     |
| Австралія | Анастасія Родіонова | Австралія | Родіонова Аріна Іванівна | 117      | 2     |
| Німеччина | Анніка Бек          | Швеція    | Юганна Ларссон           | 162      | 3     |
| Швейцарія | Ксенія Нолл         | Сербія    | Александра Крунич        | 210      | 4     |

- 1 Рейтинг подано станом на 18 квітня 2016

### Інші учасниці
Нижче наведено пари, які отримали вайлдкард на участь в основній сітці:
- Гіта Бенхаді /  Унс Джабір
- Сальма Чаріф /  Абір Ель Фахімі

### Відмовились від участі
Під час турніру
- Даніела Гантухова

## Переможниці

### Одиночний розряд
- Тімеа Бачинскі —  Марина Еракович, 6–2, 6–1

### Парний розряд
- Ксенія Нолл /  Александра Крунич —  Татьяна Марія /  Ралука Олару 6–3, 6–0.